# Amolops aniqiaoensis
Amolops aniqiaoensis är en groddjursart som beskrevs av Dong, Rao, Lü in Zhao, Rao, Lu och Zhiming Dong 2005. Amolops aniqiaoensis ingår i släktet Amolops och familjen egentliga grodor. IUCN kategoriserar arten globalt som otillräckligt studerad. Inga underarter finns listade i Catalogue of Life.